# Order Słonia Białego
Order Słonia Białego (taj. เครื่องราชอิสริยาภรณ์อันเป็นที่เชิดชูยิ่งช้างเผือก) – szóste w kolejności tajskie odznaczenie państwowe i najpopularniejszy order tego kraju, nadawany za wybitną służbę krajowcom i za wybitne zasługi cudzoziemcom.
Order ustanowił król Syjamu Rama IV w 1861. W 1869 król Rama V podzielił order na pięć klas. I klasa przeznaczona była wyłącznie dla członków rodziny królewskiej, liczba kawalerów orderu II klasy nie powinna przekraczać 50 osób, III klasy – 100, IV klasy – 200, natomiast ograniczenia nagrodzonych V klasą nie przewidywano. Później orderowi dodano klasę specjalną – Wielką Wstęgę – która stała się klasą najwyższą. Orderem mogli zostać nagrodzeni zarówno mężczyźni, jak i kobiety.
Obecnie dzieli się na osiem klas:
| Klasy           | Nazwa polska             | Nazwa angielska     | Baretka |
| Klasa specjalna | Kawaler Wielkiej Wstęgi  | Knight Grand Cordon |         |
| I klasa         | Kawaler Krzyża Wielkiego | Knight Grand Cross  |         |
| II klasa        | Kawaler Komandor         | Knight Commander    |         |
| III klasa       | Komandor                 | Commander           |         |
| IV klasa        | Towarzysz                | Companion           |         |
| V klasa         | Członek                  | Member              |         |
| VI klasa        | Złoty Medal              | Gold Medal          |         |
| VII klasa       | Srebrny Medal            | Silver Medal        |         |

W klasie specjalnej i I order składa się z odznaki na wielkiej wstędze orderowej w postaci szerokiej szarfy, przewieszonej z ramienia na przeciwległy bok oraz gwiazdy orderowej mocowanej do lewej piersi poniżej rzędu medali. W klasie II i III odznaka orderowa wieszana jest na wstędze na szyi (tzw. komandoria), przy czym w II klasie dodawana jest gwiazda. W pozostałych klasach odznaka wieszana jest na wstążce, która mocowana jest na lewej piersi wraz z innymi medalami. W klasie IV na wstążce umieszcza się dodatkowo rozetkę. W wersji kobiecej klasy II–VII składają się ze wstęgi wiązanej w kokardę.